# Palacio de Potocki (Sheptitski)
El palacio de Potocki (en ucraniano: Палац Потоцьких), también conocido como el palacio de Krystynopol (en ucraniano: Кристинопольський замок), es un edificio residencial construido en la primera parte del siglo XVIII en la ciudad de Sheptitski en el óblast de Leópolis, Ucrania.

## Historia
La residencia barroca en la primera mitad del siglo XVIII para el voivoda Franciszek Salezy Potocki, diseñado por Pierre Ricaud de Tirregaille. Después de la primera partición de Polonia (1772), el palacio pasó a manos del Imperio Habsburgo y perdió su importancia y grandeza. El palacio pasó a ser propiedad de Katarzyna Kossakowska a finales de siglo.
En 1856, después de un incendio, el palacio fue parcialmente reconstruido y luego se cambió la fachada, pero el palacio conservó sus características generales. 
El edificio fue devastado por las tropas rusas durante la Primera Guerra Mundial, quedó deshabitado y su renovación no se completó antes del estallido de la Segunda Guerra Mundial. 
El palacio sirvió como museo del ateísmo durante el período soviético. 
Tras la caída de la Unión Soviética, el palacio ha sido parcialmente renovado y se ha instalado allí un pequeño museo regional.

## Arquitectura
El palacio se construyó en estilo barroco y se caracterizó por sus interiores excepcionalmente ricos.
En el siglo XVIII se construyó alrededor del palacio un maravilloso jardín de estilo francés con numerosos canales, estanques y fuentes. Actualmente no queda rastro del parque; allí se han construido un estadio de fútbol, una escuela y otras instalaciones.

## Galería

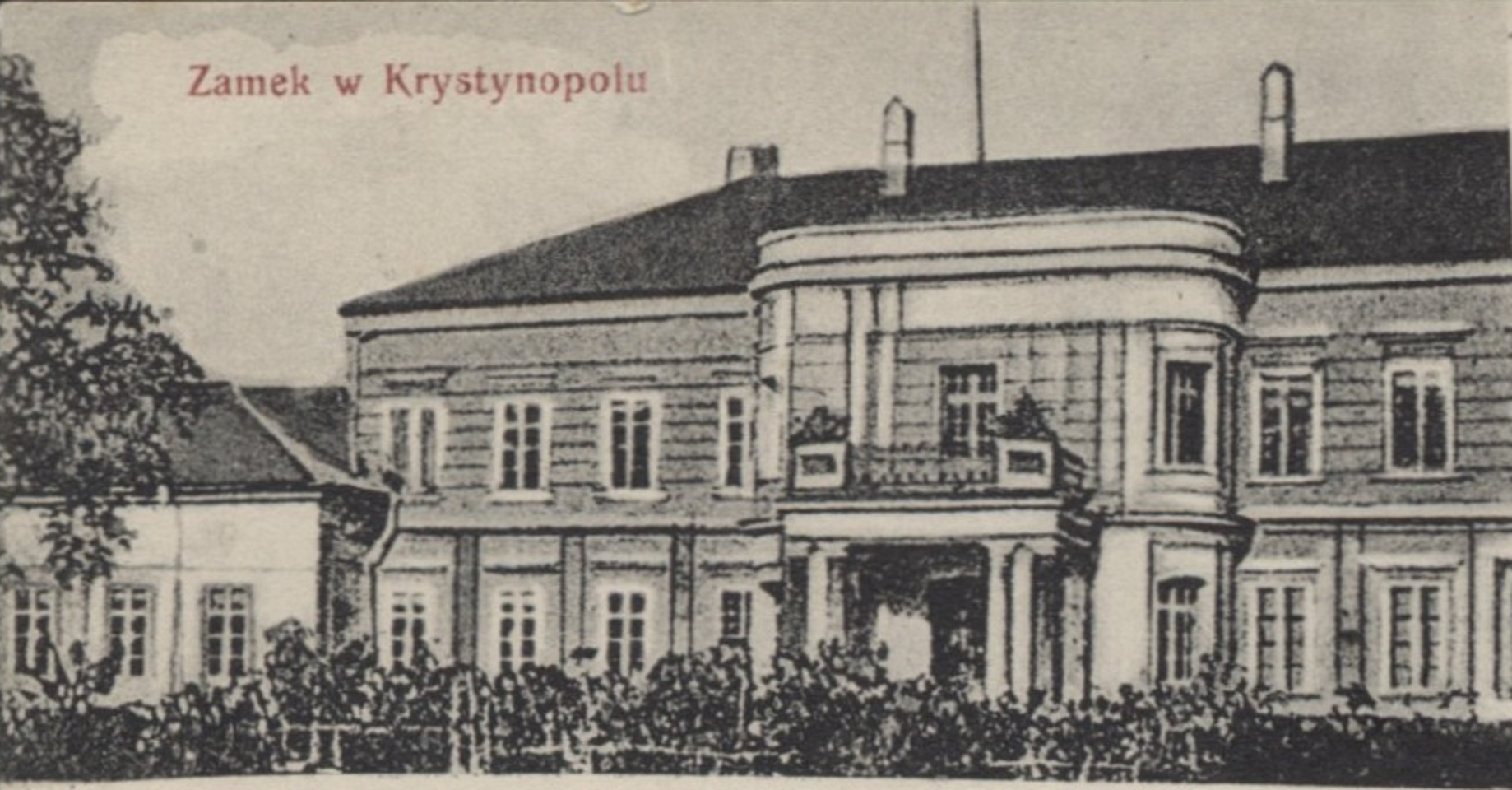
Palacio antes de 1912
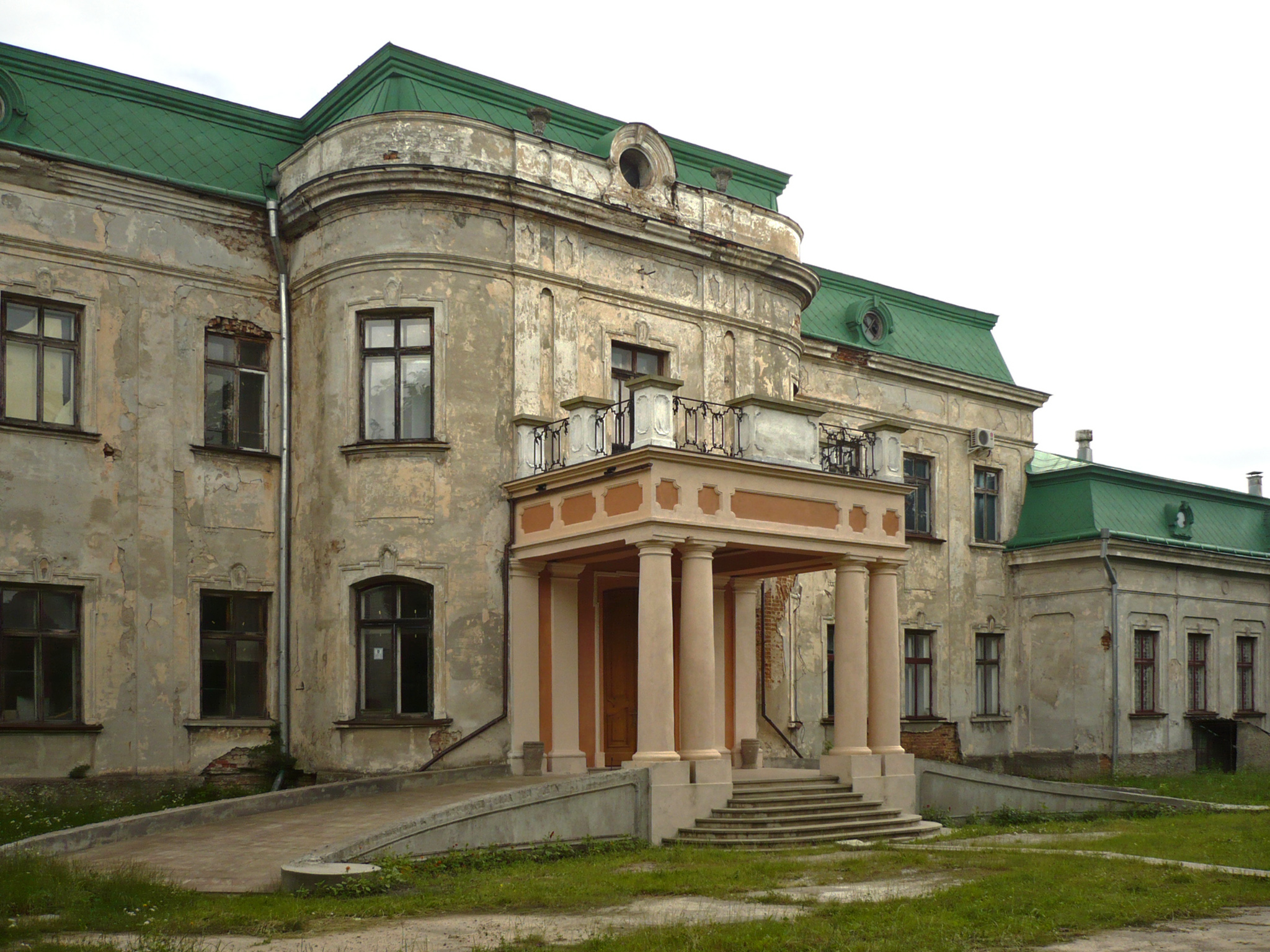
Entrada principal
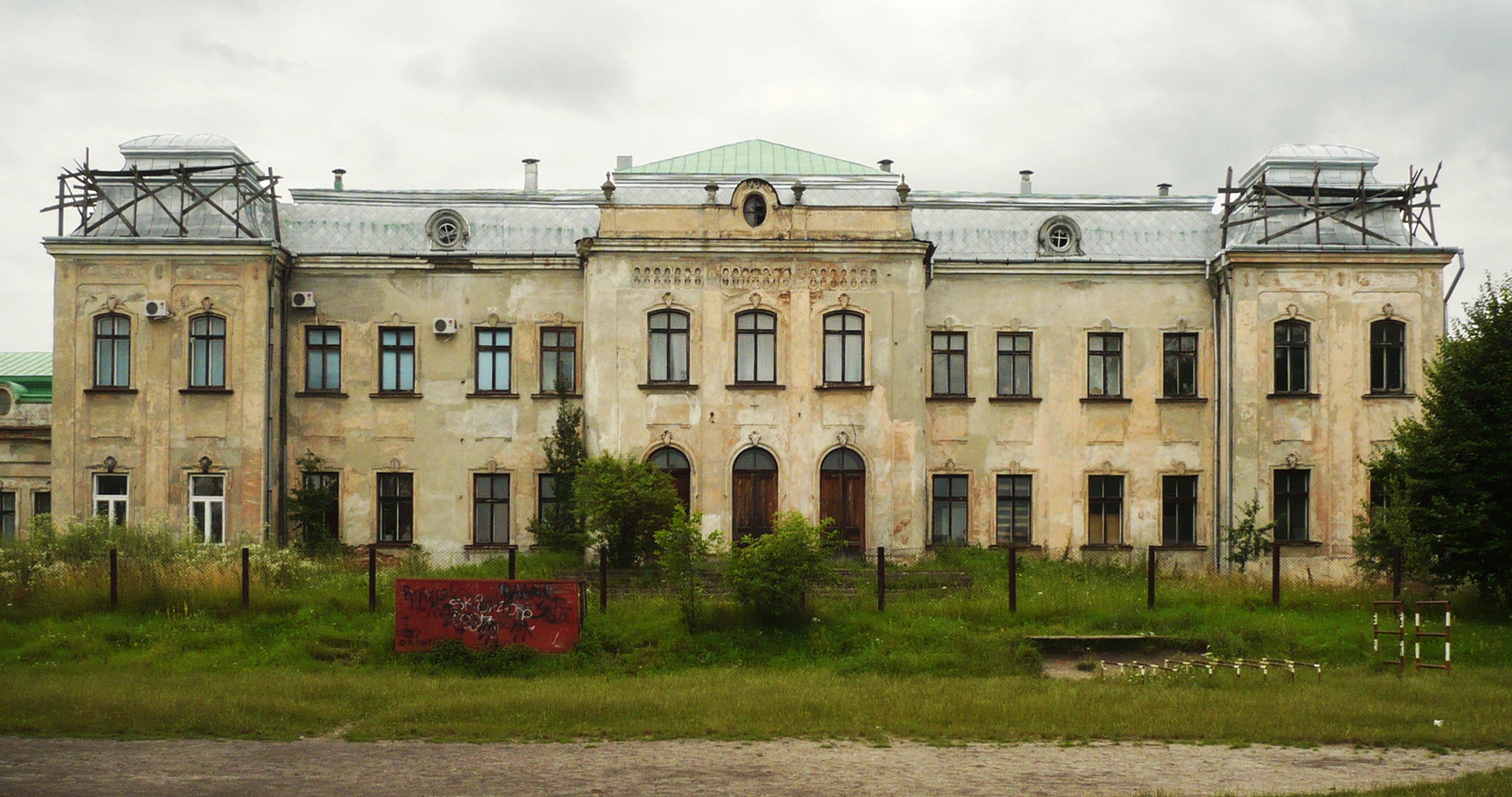
Fachada principal del palacio
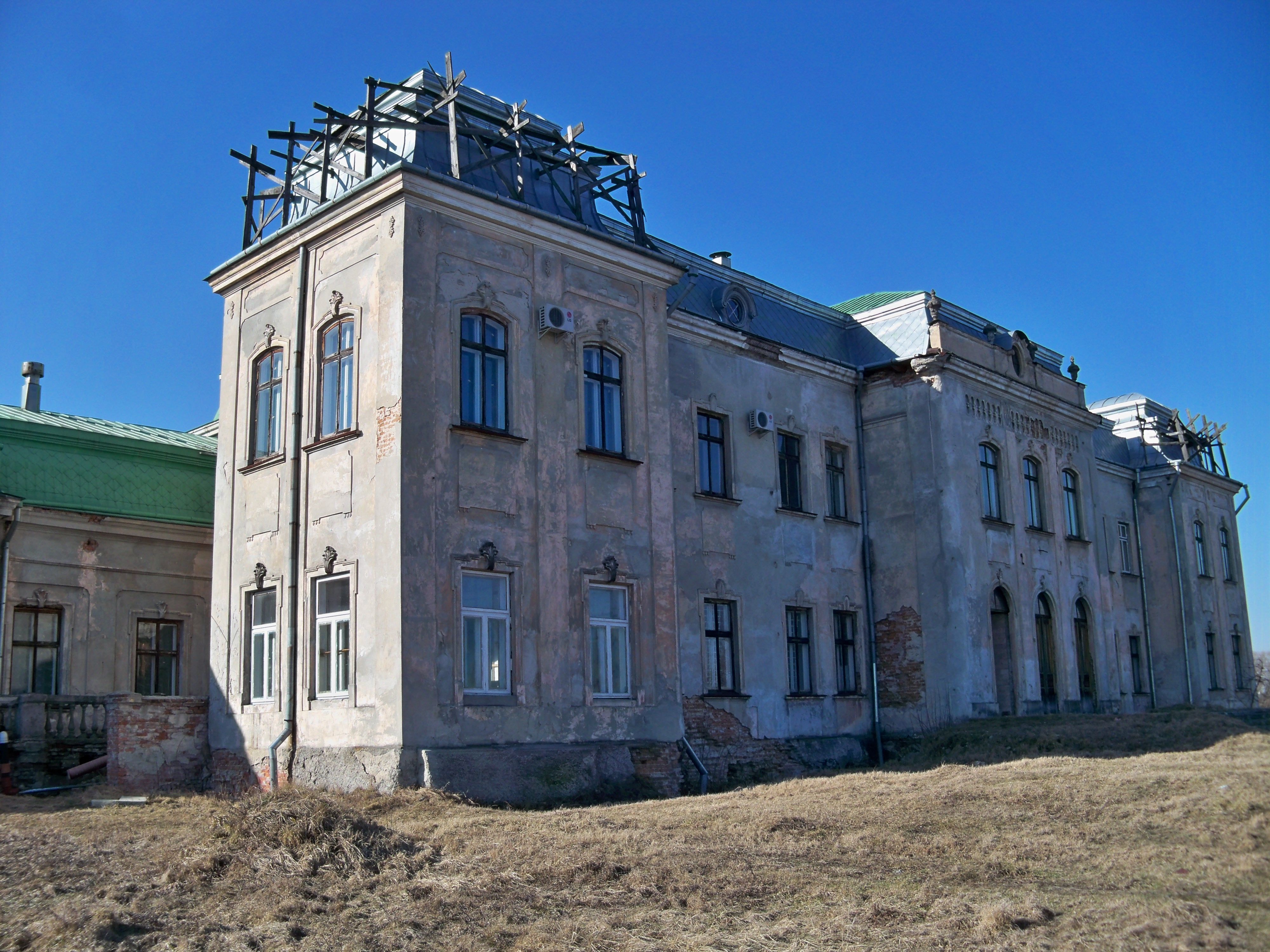
Restauración